# Võivaku
Võivaku är en ort i Estland. Den ligger i Suure-Jaani kommun och landskapet Viljandimaa, i den centrala delen av landet, 120 km söder om huvudstaden Tallinn. Võivaku ligger 97 meter över havet och antalet invånare är 103.
Terrängen runt Võivaku är platt. Runt Võivaku är det glesbefolkat, med 13 invånare per kvadratkilometer. Närmaste större samhälle är Viljandi, 13,4 km söder om Võivaku. Omgivningarna runt Võivaku är en mosaik av jordbruksmark och naturlig växtlighet.